# Línea 173 (Montevideo)
La línea 173 fue una línea de ómnibus urbana de Montevideo que en su última etapa unía en modalidad de circuito el Nuevocentro Shopping con el Portones Shopping. Fue suprimida por su escasa demanda el 28 de enero de 2020.

## Características
Creada por la entonces Línea E, teniendo como objetivo unir la Aduana con Playa del Buceo, posteriormente en los años treinta con la conformación de la Compañía Uruguaya del Transporte Colectivo, recibió la denominación de 173. Posteriormente su recorrido se extendería hacia Punta Gorda, y en los años noventa con la inauguración de Portones Shopping es extendía hacia el mismo. En 2018 su recorrido es totalmente modificado, con el fin de conectar Portones Shopping con el inaugurado Shopping Nuevocentro. Dicho servicio pretendía mejorar la conexión en la zona del barrio Bolívar, el cual en los últimos años había tenido un enorme crecimiento de en materia de infraestructuras, ubicándose nuevos centros hospitalarios, edificios gubernamentales y en un futuro,  el Antel Arena, inaugurado en 2019. En el año 2020 debido a la justificación de baja demanda, el servicio fue suprimido.

## Recorridos
Circulaba por los barrios: Jacinto Vera, Pérez Castellanos, Bolívar, La Unión, La Blanqueada, Buceo, Malvín Nuevo, Malvín, Punta Gorda, Carrasco.
| Ida - Nuevocentro Shopping - Bulevar Artigas - Avenida General Flores - Bulevar José Batlle y Ordóñez - Avenida Rivera - Dr. Alejandro Gallinal - Aconcagua - Caramurú - Líbano - Avenida Bolivia - (Terminal Portones) | Vuelta - (Terminal Portones) - Avenida Bolivia - Belastiquí - Avenida Rivera - Bulevar José Batlle y Ordóñez - Avenida Dámaso A.Larrañaga - José Serrato - Avenida José P.Varela - Avenida Luis Alberto de Herrera - Juan Campisteguy - Bulevar Artigas - Nuevocentro Shopping |

### Recorridos Anteriores
| Ida - Terminal Ciudadela - Juncal - Cerrito - Florida - Mercedes - Av. Gral. Rondeau - Avda. del Libertador - Avda de las Leyes - Avda. Gral. Flores - Rafael Eguren - Av. Jacobo Varela - Blvr. José Batlle y Ordóñez - Avda. Gral. Rivera - Dr. Alejandro Gallinal - Aconcagua - Caramurú - Líbano - Av. Bolivia - (Terminal Portones) | Vuelta - (Terminal Portones) - Av. Bolivia - Belastiquí - Av. Gral. Rivera - Blvr. José Batlle y Ordóñez - Valladolid - Rafael Eguren - Jacobo Varela - Blvr. José Batlle y Ordóñez - Avda. Gral. Flores - Avda de las Leyes - Av. del Libertador - La Paz - Av. Gral. Rondeau - Av. del Libertador - Uruguay - Ciudadela - Piedras - Terminal Ciudadela |

## Paradas
| Código | Parada                      |
| ------ | --------------------------- |
| 2340   | Av. Luis Alberto De Herrera |
| 2341   | Juan Jose Quesada           |
| 3121   | Juan Cruz Varela            |
| 3122   | Av.José Pedro Varela        |
| 3123   | Hospital Policial           |
| 3124   | Canstatt                    |
| 3125   | Cádiz                       |
| 3126   | Emilio Raña                 |
| 3127   | Monte Caseros               |
| 3128   | Juan Jacobo Rousseau        |
| 3129   | 8 de Octubre                |
| 3130   | Dr Augusto Turenne          |
| 3131   | Luciano Romero              |
| 3132   | Juan Ortiz                  |
| 3133   | Av. Italia                  |
| 3134   | Florencio Varela            |
| 3135   | Comodoro Coe                |
| 3136   | Pte Oribe                   |
| 3137   | Av. Ramón Anador            |
| 3076   | Marco Aurelio               |
| 3077   | Asamblea                    |
| 2980   | Av. Francisco Solano López  |
| 2981   | Asturias                    |
| 2982   | Av. Colombes                |
| 2983   | Atlántico                   |
| 2984   | Hipólito Yrigoyen           |
| 2985   | Rbla Concepción Del Uruguay |
| 2986   | Rimac                       |
| 2987   | Michigan                    |
| 2988   | Missisipi                   |
| 2989   | Alejandro Fleming           |
| 3258   | Ing José Acquistapac        |
| 3259   | Grito De Gloria             |
| 3260   | María Espinola              |
| 3261   | Priamo                      |
| 3262   | Av. Gral José María Paz     |
| 3269   | Limburgo                    |
| 3270   | Uspallata                   |
| 2964   | Av. Gral Rivera             |
| 2960   | Av. San Carlos De Bolívar   |
| 2959   | Mones Roses                 |
| 2967   | Av. Dr Juan Bautista        |
| 2968   | Av. Italia                  |
| 4835   | Portones Shopping           |

| Código | Parada                         |
| ------ | ------------------------------ |
| 4836   | Av Bolivia                     |
| 4265   | Av Italia                      |
| 2958   | Portones De Carrasco           |
| 2966   | Mones Roses                    |
| 2965   | Av San Carlos De Bolívar       |
| 5615   | Av Gral Rivera                 |
| 5612   | Av Gral José María Paz         |
| 5616   | Vicente Rocafuerte             |
| 5614   | Ing José Acquistapace          |
| 5617   | Alejandro Fleming              |
| 3004   | Av Enrique Legrand             |
| 3005   | Michigan                       |
| 3006   | Rimac                          |
| 3007   | Rbla Concepción Del Uruguay    |
| 3008   | Hipólito Yrigoyen              |
| 3012   | Atlántico                      |
| 3013   | Av Colombes                    |
| 3014   | Asturias                       |
| 3015   | Av Mcal Francisco Solano López |
| 3042   | José Batlle Y Ordóñez          |
| 3081   | Ramos                          |
| 3082   | Marco Aurelio                  |
| 3083   | Av Ramón Anador                |
| 3084   | Magenta                        |
| 3085   | Comodoro Coe                   |
| 3086   | Neyra                          |
| 3087   | Av Italia                      |
| 3088   | Azara                          |
| 3089   | Aguapey                        |
| 3090   | Ángel María Cusano             |
| 3091   | 8 de Octubre                   |
| 3092   | Juan Jacobo Rousseau           |
| 3093   | Av D.A Larrañaga               |
| 3094   | Emilio Raña                    |
| 3095   | Cádiz                          |
| 3096   | Canstatt                       |
| 3097   | Hosp Policial                  |
| 3098   | Av.José Pedro Varela           |
| 3541   | Saladero Fariña                |
| 3542   | Rafael Eguren                  |
| 3539   | Av. Jacobo Varela              |
| 3536   | Isabela                        |
| 3533   | José Batlle Y Ordóñez          |
| 3100   | Gral. Flores                   |
| 2337   | Juan José Quesada              |
| 2338   | Av. Luis A. De Herrera         |